# Brestová (sedlo)
Brestová (720 m) je rozsáhlé travnaté sedlo na pomezí Liptova a Oravy. Odděluje Chočské vrchy od Šípské Fatry, podcelku Velké Fatry.

## Doprava
Sedlem vede důležitá silnice I/59 z Ružomberka do Dolného Kubína, která je součástí mezinárodní silnice E77 z Budapešti do Krakova.

## Přístup
- Po silnici I/59 z Ružomberka nebo Dolného Kubína